# SSB DoT4
Der DoT4 (nach Bauer Typ 32) ist ein von der Maschinenfabrik Esslingen zwischen 1964 und 1966 aus je zwei zweiachsigen Straßenbahn-Triebwagen des Typs T2 umgebauter, vierachsiger Doppeltriebwagen in Gelenkbauweise der Stuttgarter Straßenbahnen AG (SSB), der auf dem Netz der Straßenbahn Stuttgart zum Einsatz kam. Durch die unterschiedliche Beschaffenheit der Spendertriebwagen T2 (nicht durch das Umbaujahr) lassen sich drei verschiedene Untergruppen mit geringen baulichen Differenzen unterscheiden:
- 32.1: Umbau aus 29.4 und 29.5; Dachkästen für Liniennummernfilme
- 32.2: Umbau aus 29.3; Dachkästen für Liniennummern-Steckschilder
- 32.3: Umbau aus 29.2; Dachkästen für Liniennummern-Steckschilder, eckige, erhabene Rücklichter

Als Typ 32.4 wurde später der Partywagen Nr. 999 (Umbau aus Typ 32.2; Einzelstück) bezeichnet (siehe unten).

## Übersicht

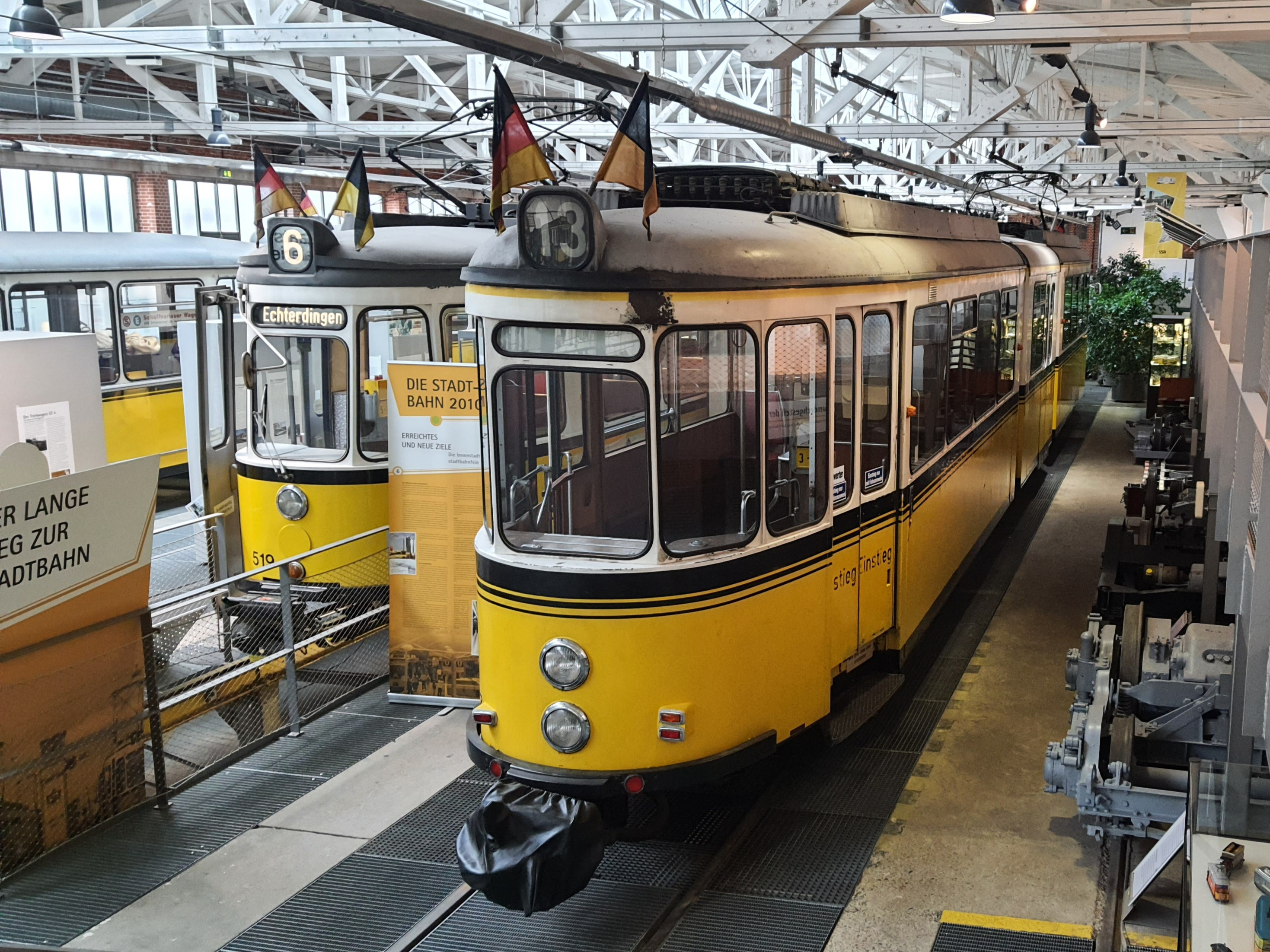
Rückansicht des DoT4 Nr. 912 im Straßenbahnmuseum Stuttgart

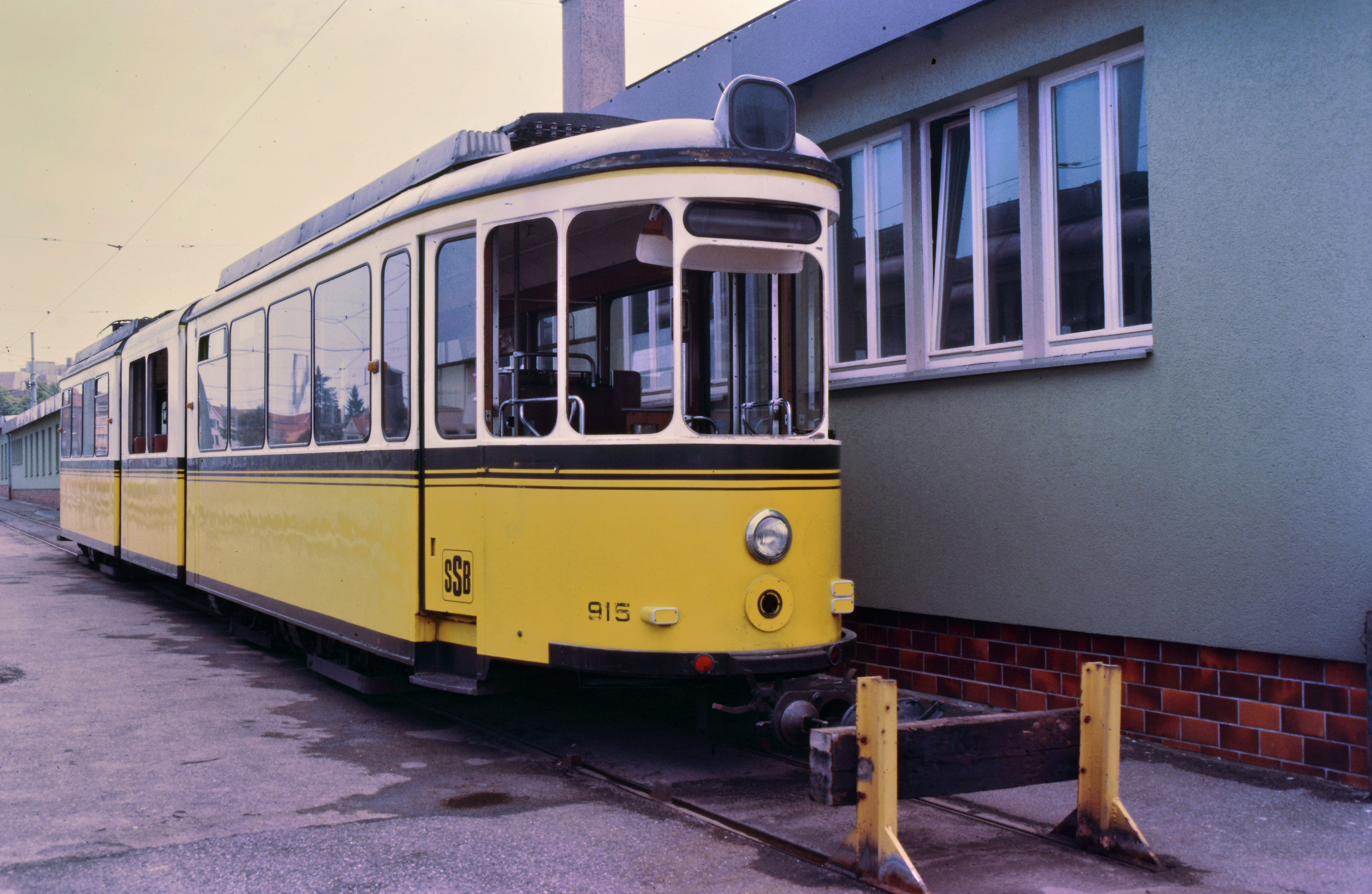
Tw 915 vor dem Betriebshof Degerloch (1984)

| Wagennummer | Typ  | Umbaujahr | ex T2 Front/Heck | Fabriknummer | Bemerkungen (Erläuterung s. u.)                                      |
| ----------- | ---- | --------- | ---------------- | ------------ | -------------------------------------------------------------------- |
| 901         | 32.1 | 1964      | 742/743          | 25950        |                                                                      |
| 902         | 32.1 | 1964      | 741/744          | 25952        | trug als erster SSB-Tw eine Ganzreklame (für Langnese-Iglo)          |
| 903         | 32.1 | 1964      | 745/746          | 25951        |                                                                      |
| 904         | 32.2 | 1964      | 728/732          | 25953        |                                                                      |
| 905         | 32.2 | 1964      | 730/731          | 25954        |                                                                      |
| 906         | 32.2 | 1964      | 727/729          | 25955        |                                                                      |
| 907         | 32.2 | 1964      | 733/734          | 25956        |                                                                      |
| 908         | 32.2 | 1965      | 735/736          | 25957        | 1983 abgestellt, 1984 an MVG, 2000 an CTP nach Arad, dort abgestellt |
| 909         | 32.2 | 1965      | 737/738          | 25958        |                                                                      |
| 910         | 32.2 | 1965      | 739/740          | 25959        | Umbau zu Atw 2040                                                    |
| 911         | 32.1 | 1965      | 747/748          | 25984        |                                                                      |
| 912         | 32.3 | 1965      | 791/792          | 25960        | 1983 für museale Zwecke hinterstellt, zzt. nicht betriebsfähig       |
| 913         | 32.1 | 1965      | 749/750          | 25983        |                                                                      |
| 914         | 32.3 | 1965      | 778/779          | 25961        | Umbau zu Atw 2041, als Ersatzteilspender hinterstellt                |
| 915         | 32.3 | 1965      | 780/781          | 25962        |                                                                      |
| 916         | 32.3 | 1965      | 782/783          | 25963        | Umbau zu Atw 2042                                                    |
| 917         | 32.3 | 1965      | 784/785          | 25964        | einziger fahrbereiter Museumstriebwagen                              |
| 918         | 32.3 | 1965      | 786/788          | 25965        |                                                                      |
| 919         | 32.3 | 1965      | 787/790          | 25966        |                                                                      |
| 920         | 32.1 | 1965      | 793/796          | 25967        |                                                                      |
| 921         | 32.1 | 1965      | 795/797          | 25968        |                                                                      |
| 922         | 32.3 | 1965      | 789/794          | 25969        |                                                                      |
| 923         | 32.2 | 1965      | 307/308          | 25970        |                                                                      |
| 924         | 32.2 | 1965      | 326/324          | 25971        |                                                                      |
| 925         | 32.2 | 1965      | 325/323          | 25972        | Umbau zu Atw 2043                                                    |
| 926         | 32.2 | 1965      | 320/322          | 25973        |                                                                      |
| 927         | 32.2 | 1965      | 319/321          | 25974        |                                                                      |
| 928         | 32.2 | 1965      | 317/318          | 25975        | 1984 an MVG, dort 2004 verschrottet                                  |
| 929         | 32.2 | 1965      | 315/316          | 25976        | 1979 zum Partywagen 999 umgestaltet, nicht betriebsfähig             |
| 930         | 32.2 | 1965      | 313/314          | 25977        |                                                                      |
| 931         | 32.2 | 1965      | 311/312          | 25978        | 1984 an damaliges DSM verkauft, 2006 verschrottet                    |
| 932         | 32.2 | 1965      | 309/310          | 25979        |                                                                      |
| 933         | 32.2 | 1965      | 306/305          | 25980        | Umbau zu Atw 2044                                                    |
| 934         | 32.2 | 1966      | 303/304          | 25981        | Umbau zu Atw 2045                                                    |
| 935         | 32.2 | 1966      | 301/302          | 25982        |                                                                      |

## Vorgeschichte
In der Zeit des Wirtschaftswunders ab Mitte der 1950er Jahre, in der auch die Fahrgastzahlen sprunghaft anstiegen, ging der Trend weg von den alten Zweiachsern und hin zu modernen Gelenkwagen. Die Beschaffung der Triebwagen des Typs T2, aus dem die DoT4 entstanden, war aus dieser Sicht bereits ein Rückschritt, andererseits waren die Wagen mit ihrer für jene Zeit modernen Ausstattung dringend notwendig, um Fahrzeugengpässen entgegenzuwirken und älteres Wagenmaterial aus der Vorkriegszeit abzulösen. Außerdem zeichnete sich bereits ab, dass sich die kurz zuvor in Dienst gestellten Triebwagen des Typs GT6 wegen ihrer zu großen Fahrzeugbegrenzungslinie für die meisten Linien nicht eigneten.

## Umbau

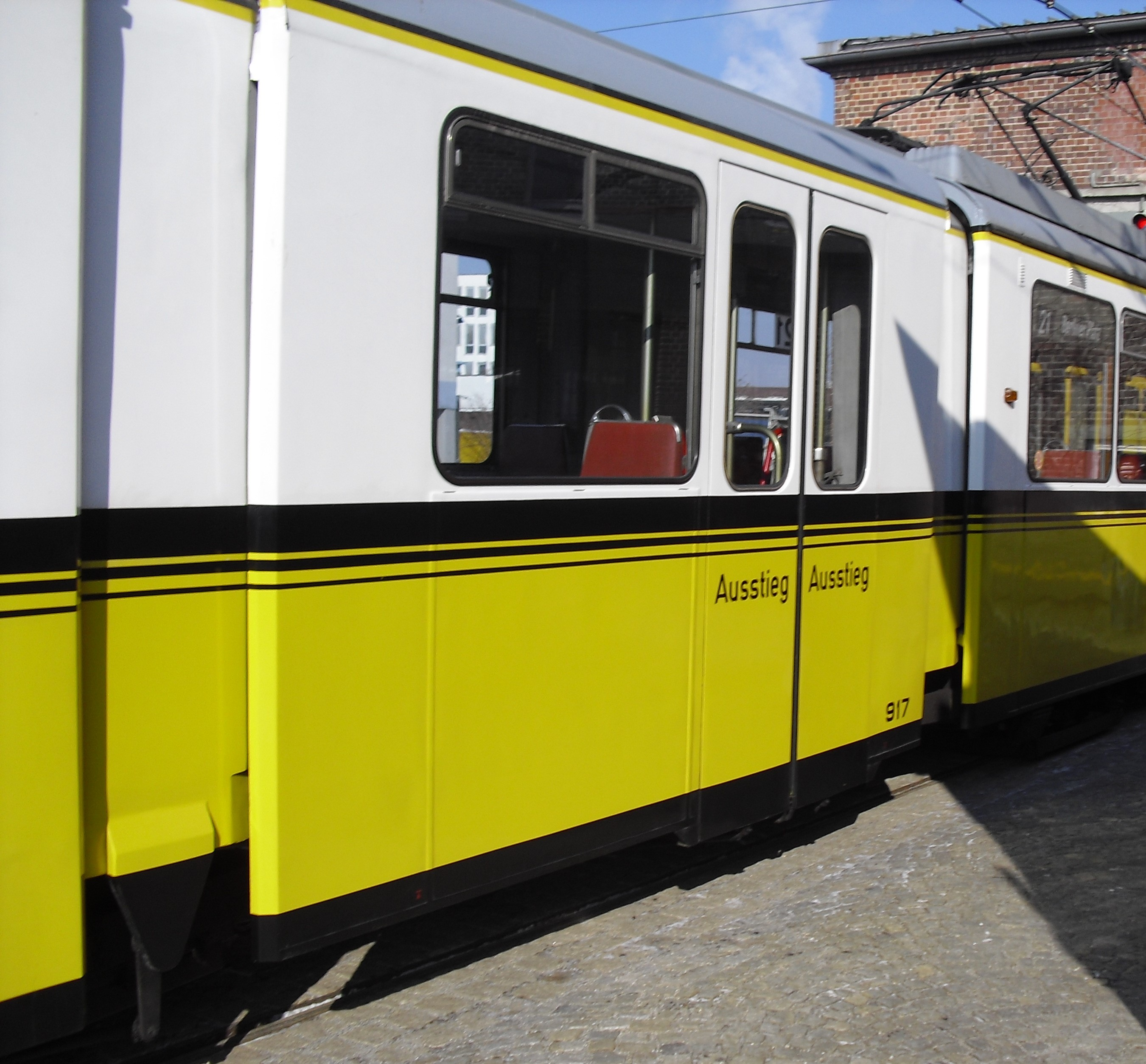
Der eingebaute Mittelteil des letzten betriebsfähigen DoT4 Nr. 917

Nachdem durch das Eintreffen von insgesamt 350 Gelenkwagen des Typs GT4 ab 1959 ein Großteil der seitherigen Zweiachser überzählig geworden war, und da einige Strecken in Hanglage von den GT4 wegen ihres Kurvenausschlags nicht (bzw. nur mit Begegnungsverbot) befahren werden durften, baute die Maschinenfabrik Esslingen im Auftrag der SSB zwischen 1964 und 1966 70 der erst rund zehn Jahre alten gut erhaltenen zweiachsigen T2 zu 35 Doppeltriebwagen DoT4 um, die sich auch technisch weitgehend am GT4 orientierten, um Personal einzusparen und gleichzeitig die Fahrgastkapazitäten zu erhöhen.
Dazu wurde dem vorlaufenden T2 das Heck, dem nachlaufenden T2 das Frontteil bis nach den Türen abgenommen und über zwei freitragende Gelenkkonstruktionen ein schwebendes Mittelteil, Sänfte genannt, mit einer zusätzlichen Schwingtüreneinheit, das sich baulich und gestalterisch am vorausgegangenen Fahrzeugtyp GT4 orientierte, eingefügt. Diese Kombination mit dem ursprünglichen Echtholz-Fußboden in den Triebwagen und dem im Mittelteil dominierenden Kunststoff trug dem Fahrzeug in Fankreisen zeitweilig den Spitznamen „Zwei-Zimmer-mit-Bad“-Triebwagen ein. Die vordere rechte Schiebetür wurde durch eine größere Doppelschwingtür ersetzt, die verbliebenen linksseitigen Türen waren im Plandienst verriegelt und dienten nur noch zur Lüftung an heißen Tagen und als Nottüren. Aus technischen Gründen, unter anderem wegen der Überlänge der Fahrzeuge, wurden die Wagen halbiert per Güterzug in den Gleisbauhof nach Wangen geliefert und erst dort endgültig zusammengefügt.
Auf einen Umbau der Beiwagen des Typs B2 nach gleichem Prinzip wurde aus verschiedenen Gründen verzichtet (siehe dort).

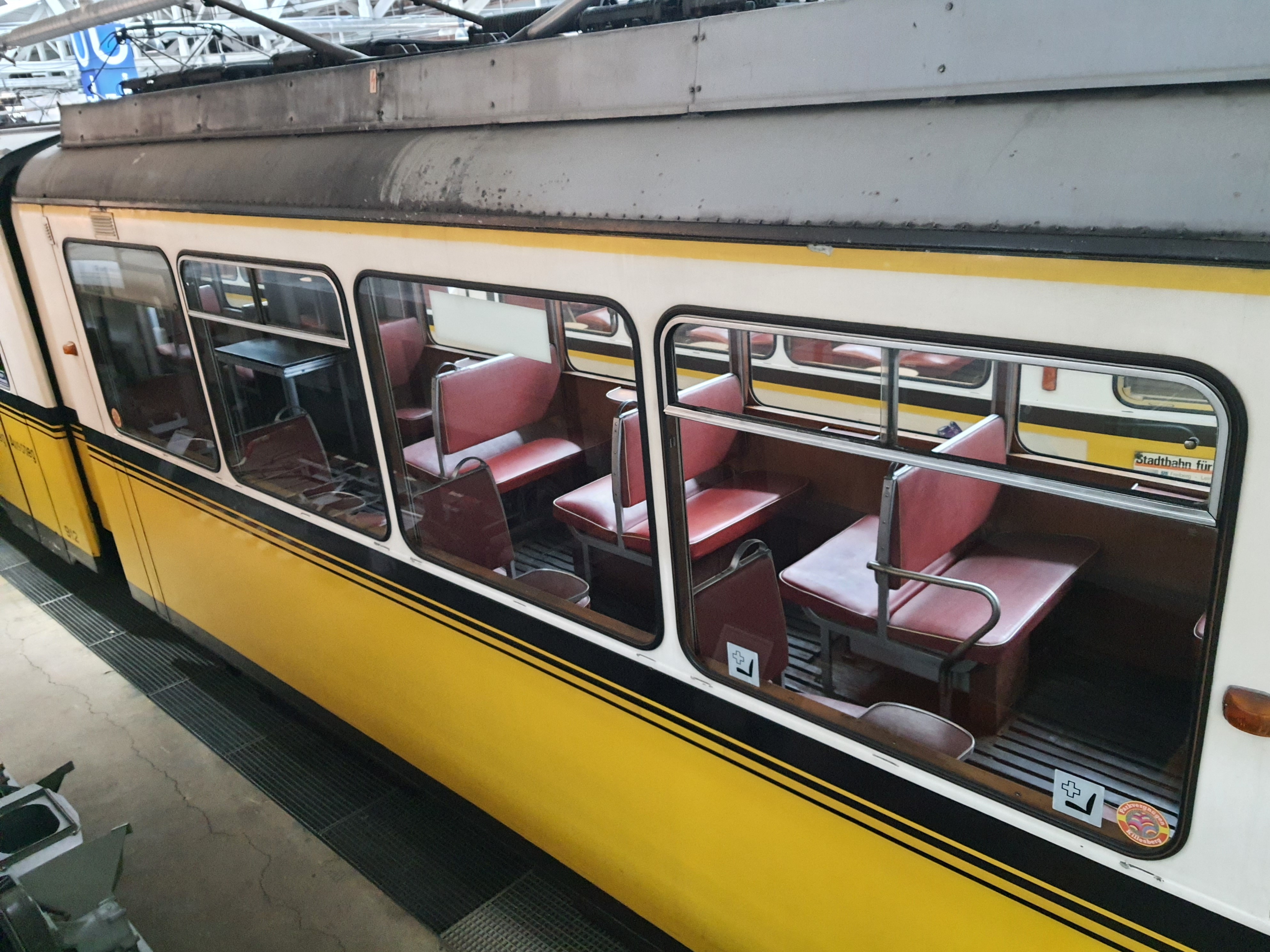
Blick in den Innenraum des Museumswagens 912

## Technik und Besonderheiten
Von Beginn an waren die Wagen nur Einrichtungsfahrzeuge, die induktive Weichensteuerung (IWS) und später die induktive Zugbeeinflussung (IZB) sind nur am vorderen Führerstand verfügbar. Mit Ausnahme des ersten (um-)gebauten Wagens (Tw 901) wurden von vornherein die Steuerschalter um einige Zentimeter nach hinten versetzt, um für das neue Armaturenbrett und für den Fahrer mehr Platz zu gewinnen. Der Heckfahrerplatz blieb weitgehend unverändert, daher fehlen hier viele Steuermöglichkeiten. Auffällig ist insbesondere, dass der neue Überstromautomat, der für beide Wagenhälften gemeinsam arbeitet, über dem vorderen Führerstand eingebaut ist und von hinten nicht fernbedient einzuschalten ist.
Der nur im Beiwagenverkehr angelegte, hintere Stromabnehmer wurde 1974 zusammen mit dem unteren Scheinwerfer am Heck entfernt. Man hatte ihn gebraucht, um den Gesamtruhestrom des vorderen Stromabnehmers zu begrenzen. Hätte man dies nicht getan, wäre ein unbeabsichtigtes Umstellen von Weichen möglich gewesen, da diese seinerzeit teilweise noch über die Stromaufnahme des Fahrzeugs gestellt wurden.
Gegenüber dem GT4 war die Gelenkkonstruktion des DoT4 aufwändig und das Prinzip des Fahrgastflusses von hinten nach vorne längst überholt, zumal der Schaffnerplatz zuletzt nicht mehr besetzt war. Der Lauf der zweiachsigen Fahrgestelle gegenüber Drehgestellwagen war unruhig.
Der bei den GT4 durchgeführte Umbau der Türsteuerung wurde bei den DoT4 und den Beiwagen nicht mehr durchgeführt, daher ist die Fahrzeuggruppe T2/B2/DoT4 heute nicht mehr mit den GT4 kompatibel. Weitere Umbauten bei der Modernisierung der GT4 führten zu einer vollkommenen elektrischen Inkompatibilität, weswegen die Schlepp-DoT4 auch stets mit isolierter Kupplung GT4 abschleppen.

## Einsatz

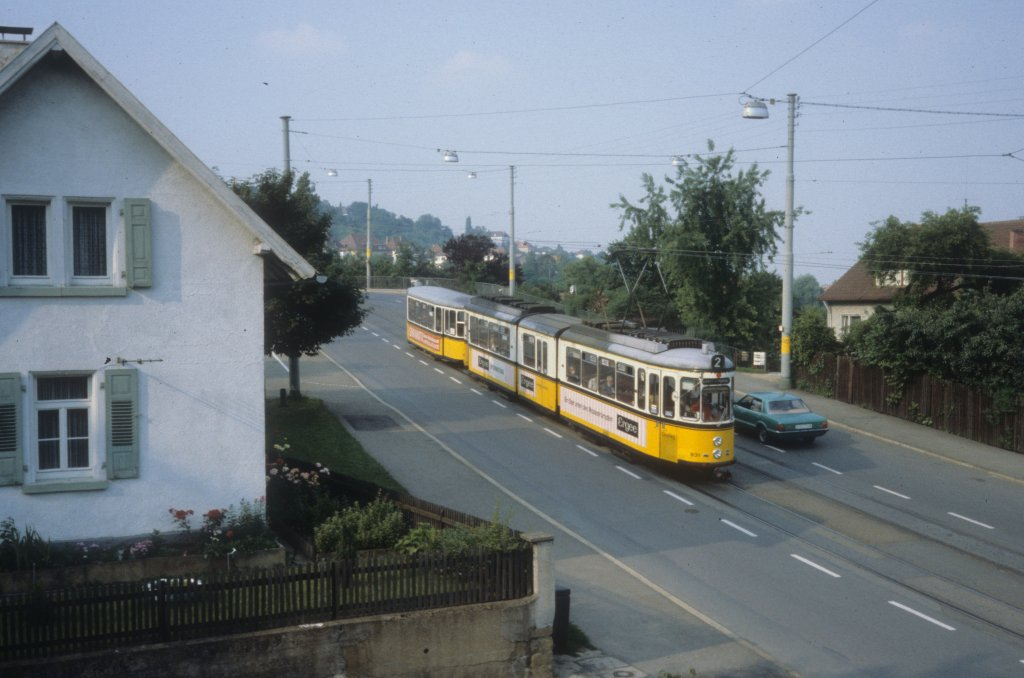
Ein DoT4 (Nr. 931) auf seiner damaligen Stammlinie 2 am Botnanger Sattel (1979)

Die DoT4 kamen wegen ihrer durch ihre Entstehung bedingten gelenkigen Konstruktion und der starken Motorisierung hauptsächlich auf den steileren und kurvigeren Linien 8 Gablenberg – Vogelsang – Botnang und 10 Doggenburg – Birkenwaldstraße – Killesberg, später auch auf den Linien 13 Feuerbach – Wangen – Hedelfingen und 21 Leipziger Platz bzw. Vogelsang – Obere Ziegelei (ab 1978 Linie 2) zum Einsatz. Die DoT4 wurden zuletzt meist mit den Beiwagen des Typs B2 eingesetzt.
Als im Oktober 1978 die letzten kleinprofiligen Streckenabschnitte ausgebaut bzw. auf Omnibusbetrieb umgestellt waren, wurden die DoT4 nur noch auf der neuen Linie 2 sowie als E-Wagen, vor allem im Volksfest- und Stadionverkehr, weiterverwendet. Auf Linie 2 hielten sie sich bis zum 8. Juni 1981, erst dann ermöglichte der Neubau einer Wendeschleife am Vogelsang den Einsatz der GT4 (Kurve bisher zu eng) außerhalb der Hauptverkehrszeit (HVZ). In der HVZ wurden auch schon vorher GT4 auf Linie 2 eingesetzt, da die Endhaltestelle in dieser Zeit in Botnang war. 1983 schieden die letzten Exemplare aus dem Linienverkehr.
Der verbliebene Museumstriebwagen (siehe unten) wird noch heute auf der Oldtimerlinie 23 eingesetzt.

## Weitere Verwendung und Verbleib

### Unfall-Gerätetriebwagen
Für die 1983 noch vorhandenen sechs Meterspur-Betriebshöfe Degerloch (Vb 1), Feuerbach (Vb 3), Ostheim (Vb 4), Bad Cannstatt (Vb 5), Vogelsang (Vb 6) und Zuffenhausen (Vb 8) baute die SSB in jenem Jahr in eigener Werkstatt je einen der allachsgetriebenen und daher sehr zugkräftigen DoT4 zum Geräte- bzw. Abschlepp-Triebwagen um. Mit der Auflösung eines Betriebshofes wurde auch der jeweilige DoT4 kurz darauf verschrottet. Heute existieren lediglich noch der Atw 2041 des Betriebshofes Bad Cannstatt sowie eine Antriebseinheit des ehemaligen Atw 2045 (Zuffenhausen), die dem Verein Stuttgarter Historische Straßenbahnen gehört.
- Atw 2040 (ex 910): Betriebshof Degerloch, ausgemustert 1990, verschrottet 1992
- Atw 2041 (ex 914): Betriebshof Bad Cannstatt, letzter Einsatz im Überführungsverkehr von Möhringen (mit GT4 630) am 18. März 2008, wird seitdem für den letzten betriebsfähigen DoT4 (Nr. 917) als Ersatzteilspender vorgehalten
- Atw 2042 (ex 916): Betriebshof Vogelsang, ausgemustert und verschrottet 1989
- Atw 2043 (ex 925): Betriebshof Feuerbach, ausgemustert und verschrottet 1986
- Atw 2044 (ex 933): Betriebshof Ostheim, verschrottet 1987 (Betriebshof 1986 aufgelassen, aber noch bis 1995 als Lager- und Abstellhalle genutzt)
- Atw 2045 (ex 934): Betriebshof Zuffenhausen, ausgemustert 1994, zerlegt 1996

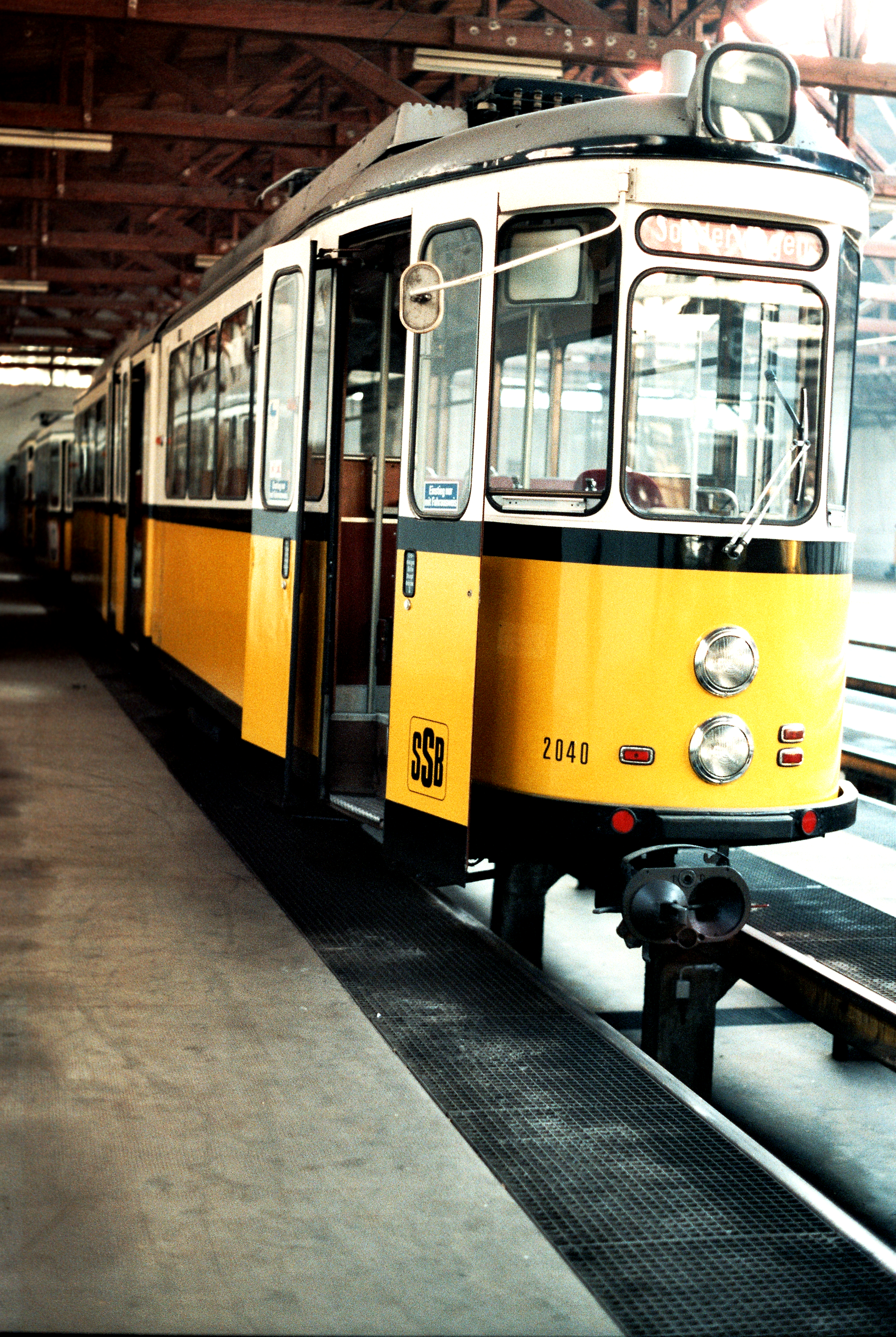
Atw 2040 (1983)
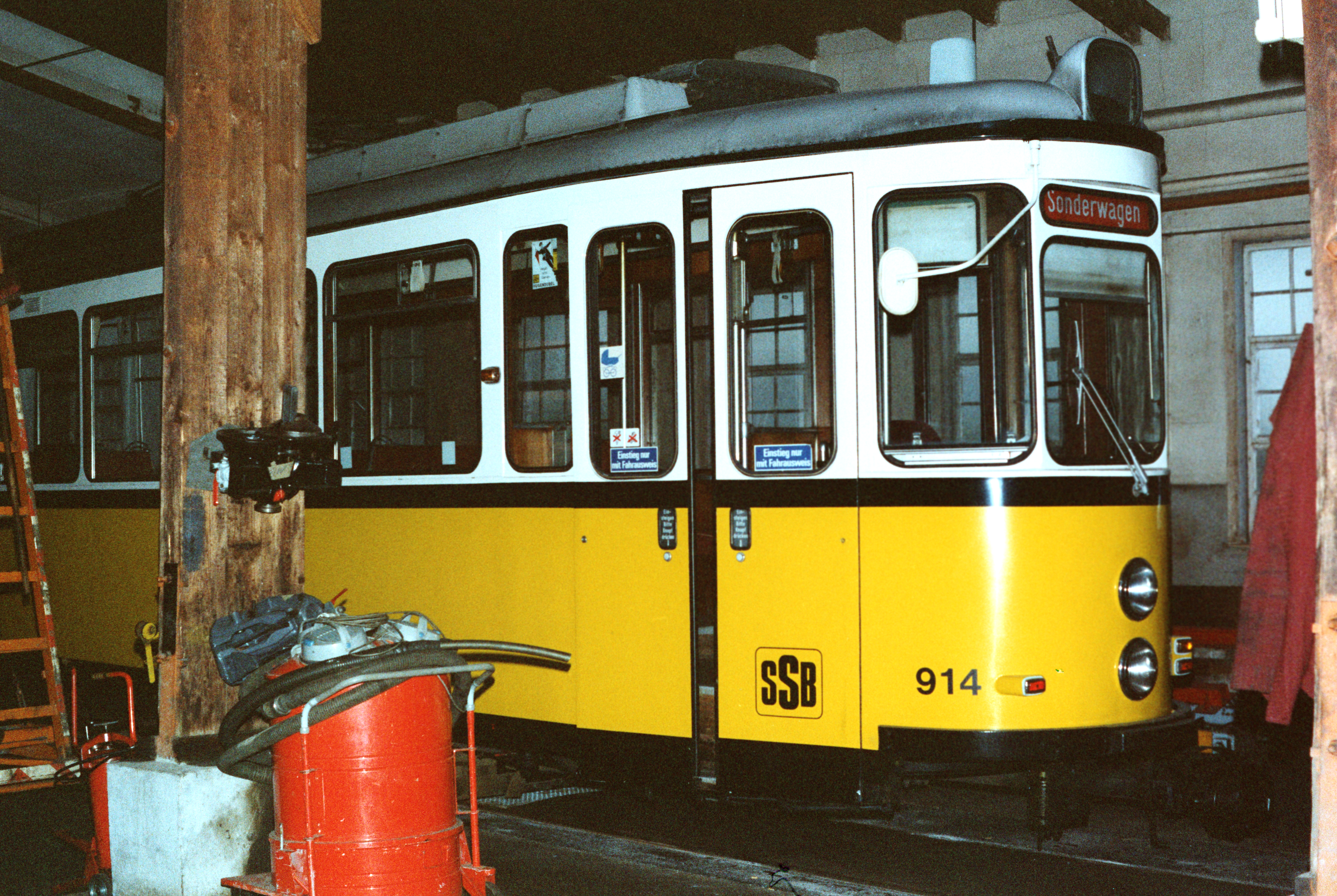
Atw 2041 (1983)
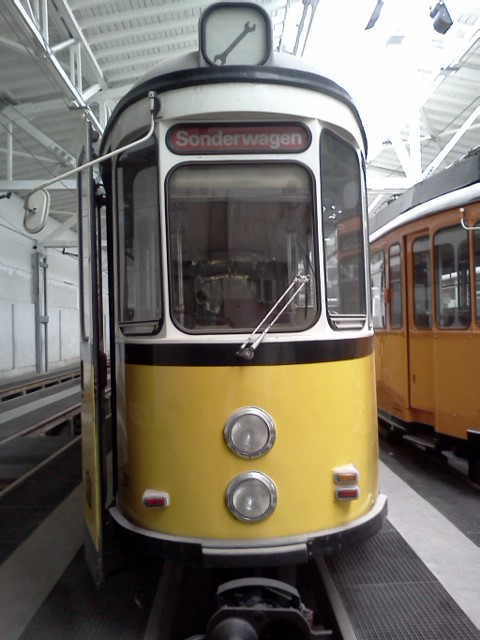
Atw 2041 im nichtöffentlichen Teil des Straßenbahnmuseums (2012)
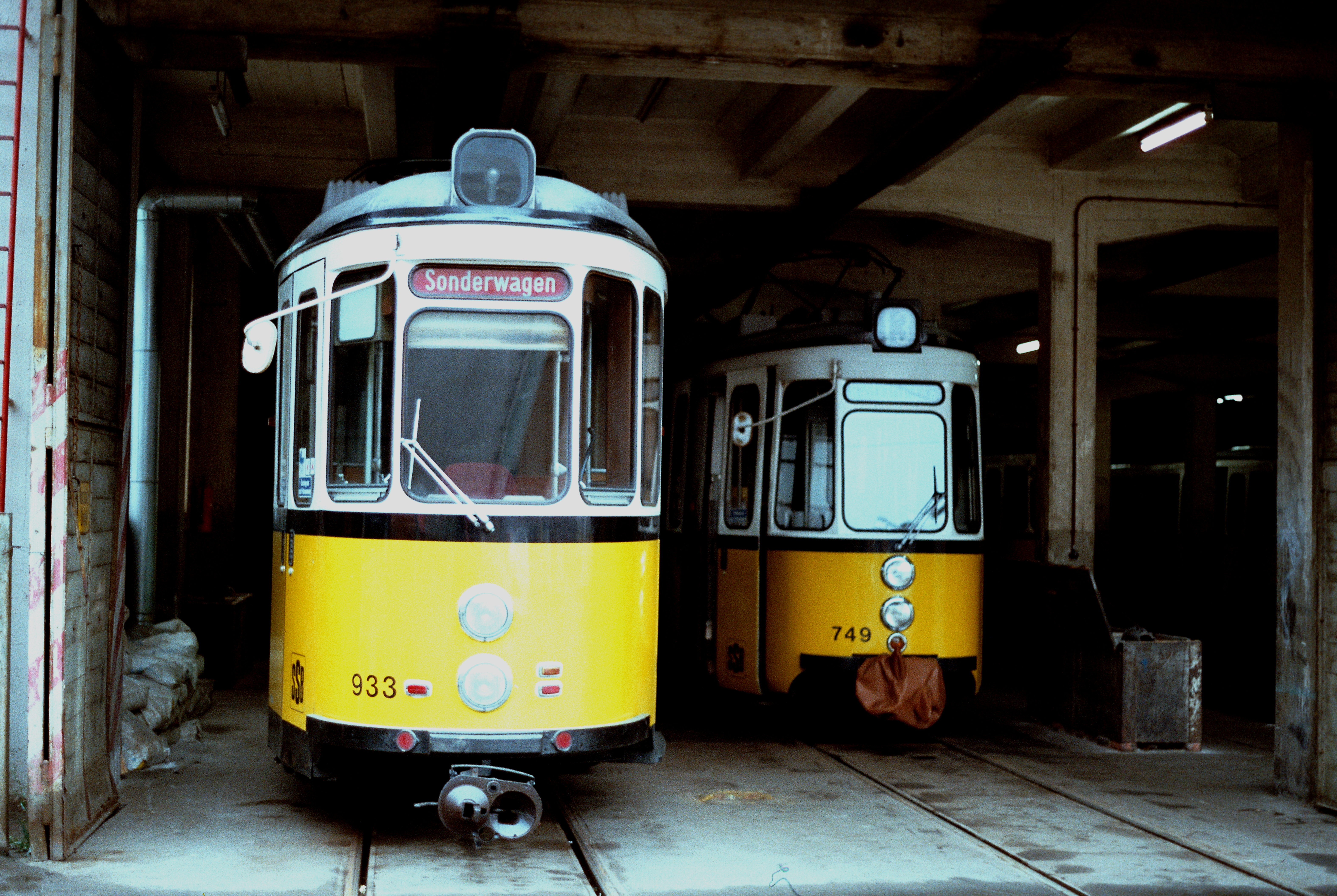
Atw 2044 in seiner Einsatzzeit im Betriebshof Ostheim (1983)

### Museumstriebwagen

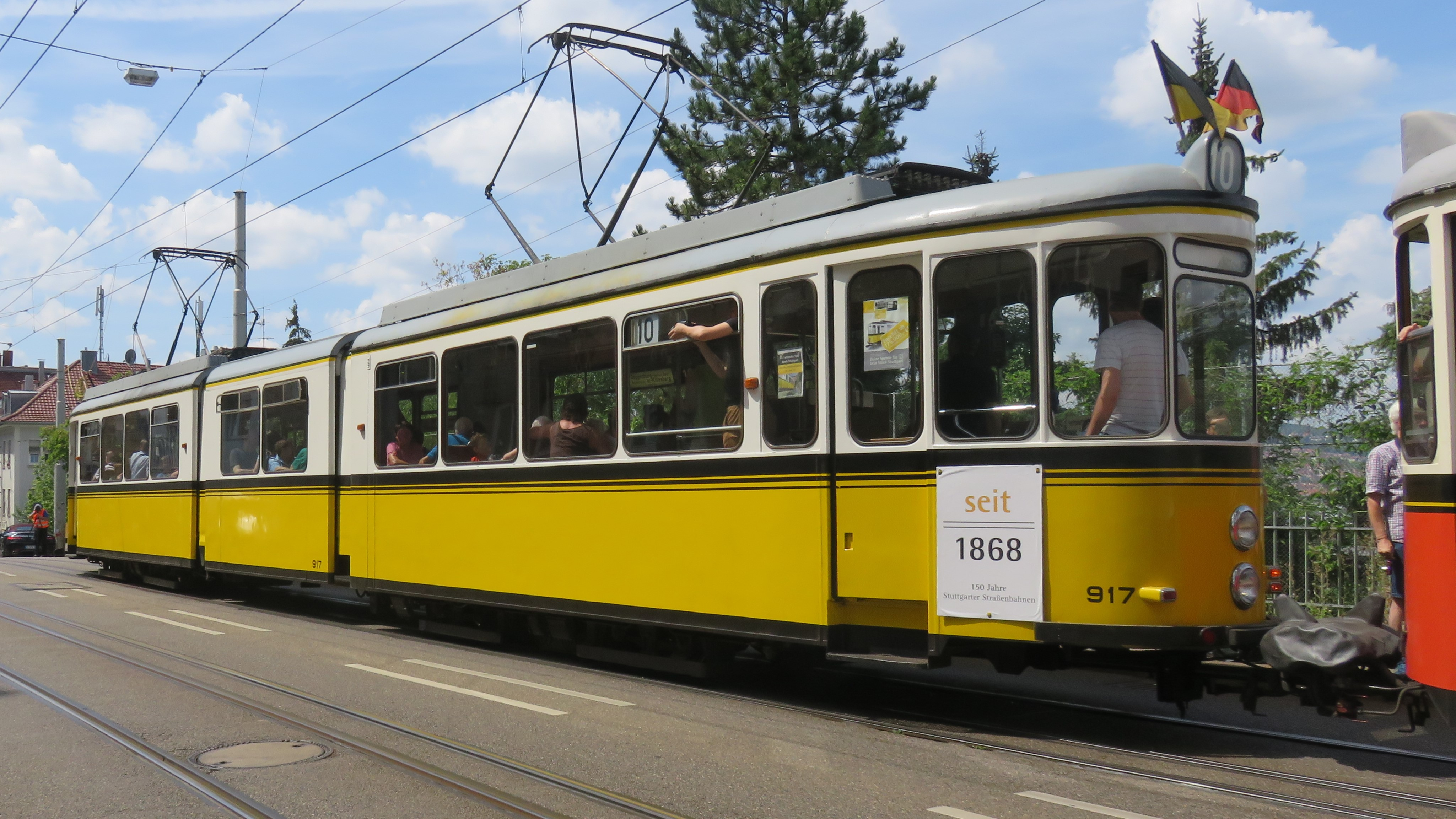
Letzter betriebsfähiger DoT4 Nr. 917 beim Fahrzeugkorso 150 Jahre SSB (2018)

1983 reihte die SSB die Triebwagen 912 und 917 in den Museumsbestand ein, wobei Nummer 917 bis heute für den Einsatz im Personenverkehr zugelassen ist und im Zuge einer Überholung 1998 neben einer Neulackierung auch seinen zweiten Stromabnehmer zurückerhalten hat. Er kommt heute solo oder mit den erhaltenen Beiwagen B2 hauptsächlich auf der Oldtimerlinie 23 zum Einsatz. Seit Anfang 2022 wird er in der SSB-Hauptwerkstatt umfassend restauriert. Tw 912 wurde in betriebsfähigem Zustand abgestellt, er erhielt allerdings keine HU mehr und müsste heute zumindest für die höhere Fahrleitungsspannung angepasst werden. Er steht, weiterhin im Zustand von etwa 1983, im Ausstellungsbereich des Straßenbahnmuseums Stuttgart, ebenso wie der Partywagen Nr. 999 (siehe unten).
Triebwagen 931 wurde 1984 an das „Deutsche Straßenbahnmuseum Hannover“ in Wehmingen verkauft. Nach dessen Insolvenz 1987 und der Neustrukturierung der vorhandenen Fahrzeugsammlung wurde er aber in der Bestandsliste des Nachfolgevereins Hannoversches Straßenbahn-Museum (HSM) nicht mehr geführt, da mit einem Einsatz des meterspurigen Fahrzeugs nicht mehr zu rechnen war. Der Wagen wurde im Herbst 2006 von Mitgliedern des Vereins Stuttgarter Historische Straßenbahnen zum Zwecke der Ersatzteilgewinnung für verschiedene fahrbereite historische Wagen teilweise zerlegt und anschließend verschrottet.

### Partywagen

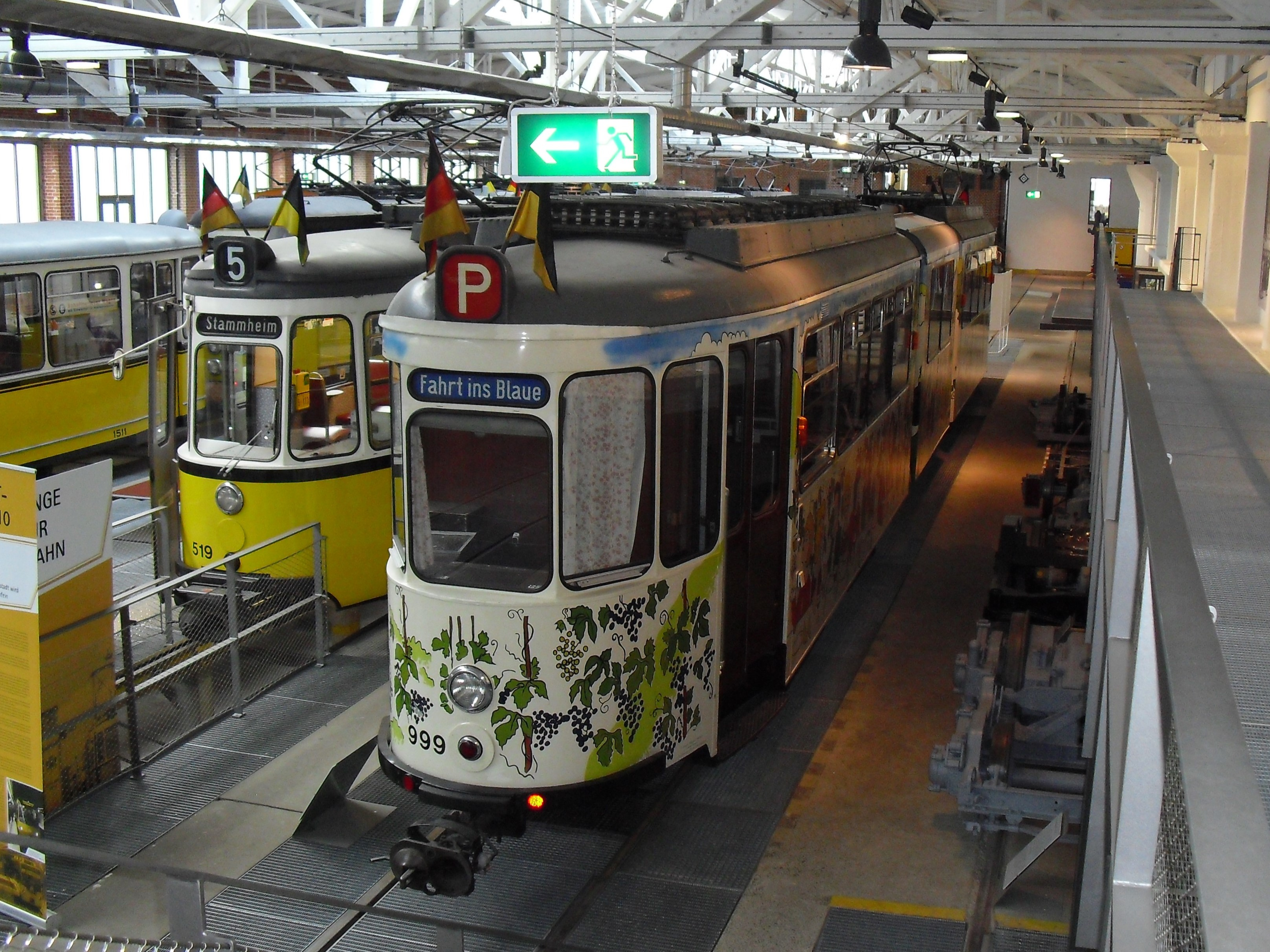
Partywagen Nr. 999 im Straßenbahnmuseum Stuttgart

1979 rüstete die SSB den für den Linienverkehr nicht mehr benötigen Triebwagen 929 in eigener Werkstatt zum „Partywagen“ um, der die „Schnapsnummer“ 999 und eine besondere Ausstattung erhielt, weswegen er in der Folge als gesonderter Typ 32.4 bezeichnet wurde. Dazu wurden die mittlere sowie die linksseitigen Türen entfernt, der Mittelteil zur sitzfreien Tanz- und Bühnenfläche umgestaltet, das Fahrzeuginnere mit einer dem Zeitgeschmack entsprechenden Ausstattung inklusive Plüsch und Teppichboden, Polstersitzen, Rüschenvorhängen, Tischen und Messinglampen versehen. Im Frontbereich wurde eine geschlossene Fahrerkabine und ein chemisches WC, im Fahrzeugheck eine Garderobe eingebaut; die ehemalige Schaffnerkabine in eine Minibar mit Kassettenrecorder und CD-Player und der Heckfahrerstand in einen Lager- und Abstellraum umgebaut. Die Linienbezeichnung „P“, die Zielbeschilderungen „Partywagen“ und „Fahrt ins Blaue“ und die besondere Lackierung nach Entwürfen des Stuttgarter Grafikers Hellmuth Gittinger komplettierten das Erscheinungsbild, das ab 1980 auf allen Meterspurstrecken der SSB zum Einsatz kam, von jedermann gemietet werden konnte und sich großer Beliebtheit erfreute. Für viele ähnlich gestaltete Touristik- oder Restauranttriebwagen anderer Verkehrsbetriebe war der SSB-Partywagen Vorbild.

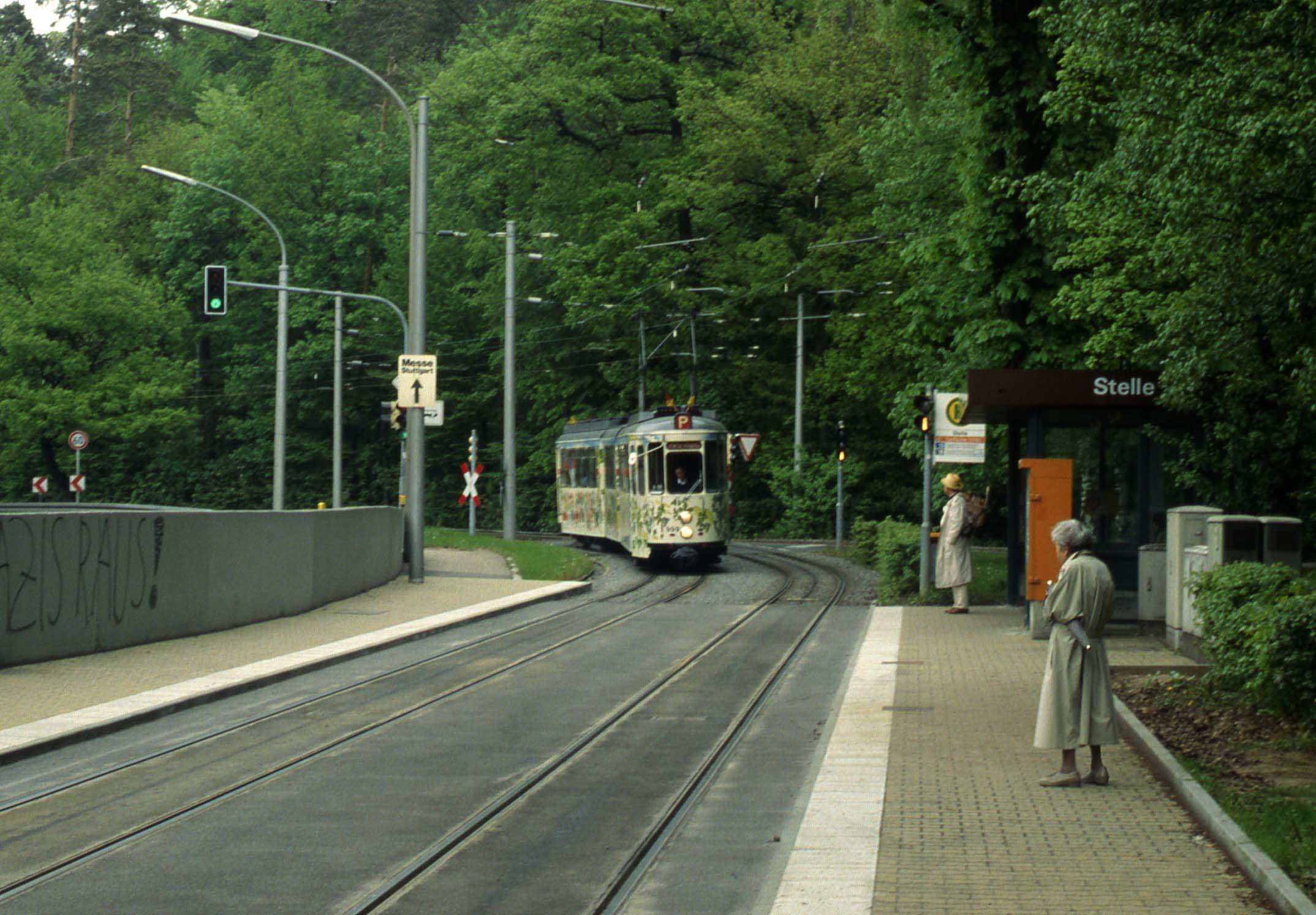
Der Partywagen im Einsatz (1991)

Durch den fortschreitenden Stadtbahnausbau gingen ihm allerdings schon ab 1985 nach und nach die Einsatzstrecken verloren, darunter die attraktiven Panoramastrecken über die Neue Weinsteige (1987) und den Botnanger Sattel (1994). Nach einer auf Abnutzung beruhenden Betriebsstörung im März 1995 wurde beschlossen, den Wagen trotz der noch bis 1996 gültigen Zulassung nur noch bis Ende 1995 einzusetzen, da eine erneute Hauptuntersuchung bei einem immer weiter schrumpfenden Streckennetz nicht mehr vertretbar gewesen wäre. Nach einer Abschiedsfahrt am 6. Januar 1996 wurde der Partywagen nach über 40-jähriger Einsatzzeit in noch betriebsfähigem Zustand in den Bestand des Straßenbahnmuseums Zuffenhausen eingereiht. Mit dessen Umzug kam er ins neue Straßenbahnmuseum Stuttgart, wo er, nach einem Aufenthalt im Ausstellungsbereich, inzwischen in der oberen Halle steht. Wegen seines abgewirtschafteten Innenzustandes wurde auf eine neue Nutzung, etwa als Museumscafé, bisher verzichtet.

### Weiterverkäufe und Verschrottung
Die Triebwagen 908 und 928 wurden 1984 an die Mannheimer Verkehrs-Aktiengesellschaft (MVG) verkauft, die sie über gut zwei Jahre in ihrer Werkstatt zu zwei zweiachsigen Wagen mit jeweils dem ersten Wagenteil und dem Kopfteil des zweiten Wagenteils zurückbaute (gewissermaßen zurück zum Zustand als T2, wovon die MVG bereits einen besaß). Die beiden Mittelteile und zweiten Wagenteile wurden nach Entnahme möglicher Ersatzteile verschrottet. Ex 908 (genannt ATW 1313) wurde mit einer Schleifeinrichtung ausgestattet (Schleifwagen) und ex 928 (ATW 1314) wurde zum Schlepptriebwagen für Salzstreuer, Schotterwagen oder sonstige Güterwagen. Letztgenannter wurde nach wenigen sporadischen Einsätzen bereits 1995 abgestellt und bei der Räumung des Betriebshofs Mannheim-Luzenberg im Februar 2004 schließlich verschrottet. ATW 1313 (ex 908) veräußerte die MVG zusammen mit ihrem T2 im Jahr 2000 an die „Compania de Transport Public“ (CTP) in Arad/Rumänien, wo er bis in die 2010er-Jahre unter gleicher Nummer im Einsatz war und heute abgestellt ist.

Die restlichen bei der SSB verbliebenen, nicht zu Unfall-Gerätetriebwagen oder Museumswagen (für deren Verbleib siehe im jeweiligen Abschnitt) umgebauten DoT4 (also 901–907, 909, 911, 913, 915, 918–924, 926, 927, 930, 932 und 935) wurden zwischen 1981 und 1984 im Bahnhof Möhringen verschrottet.

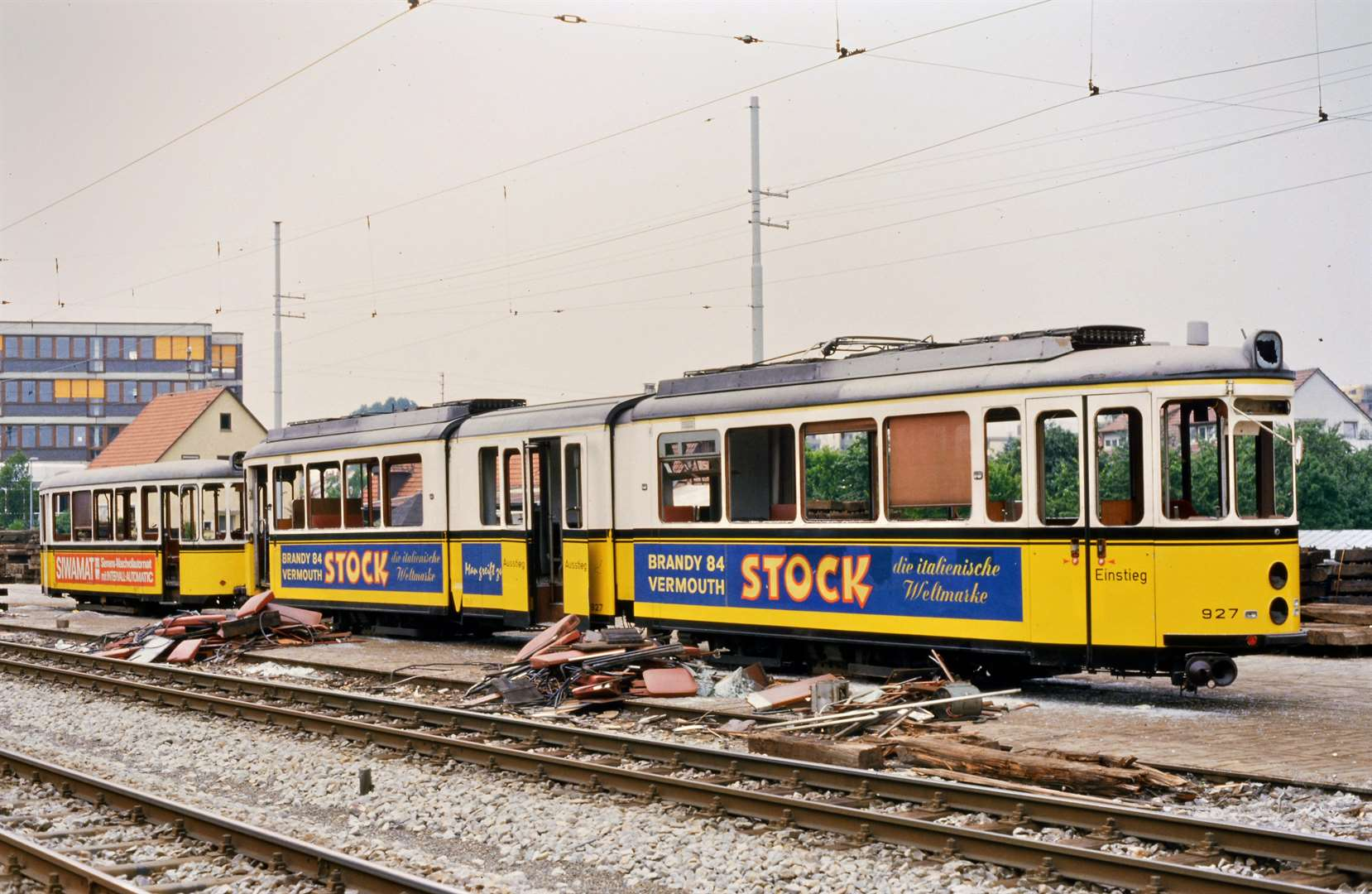
Tw 927 und …
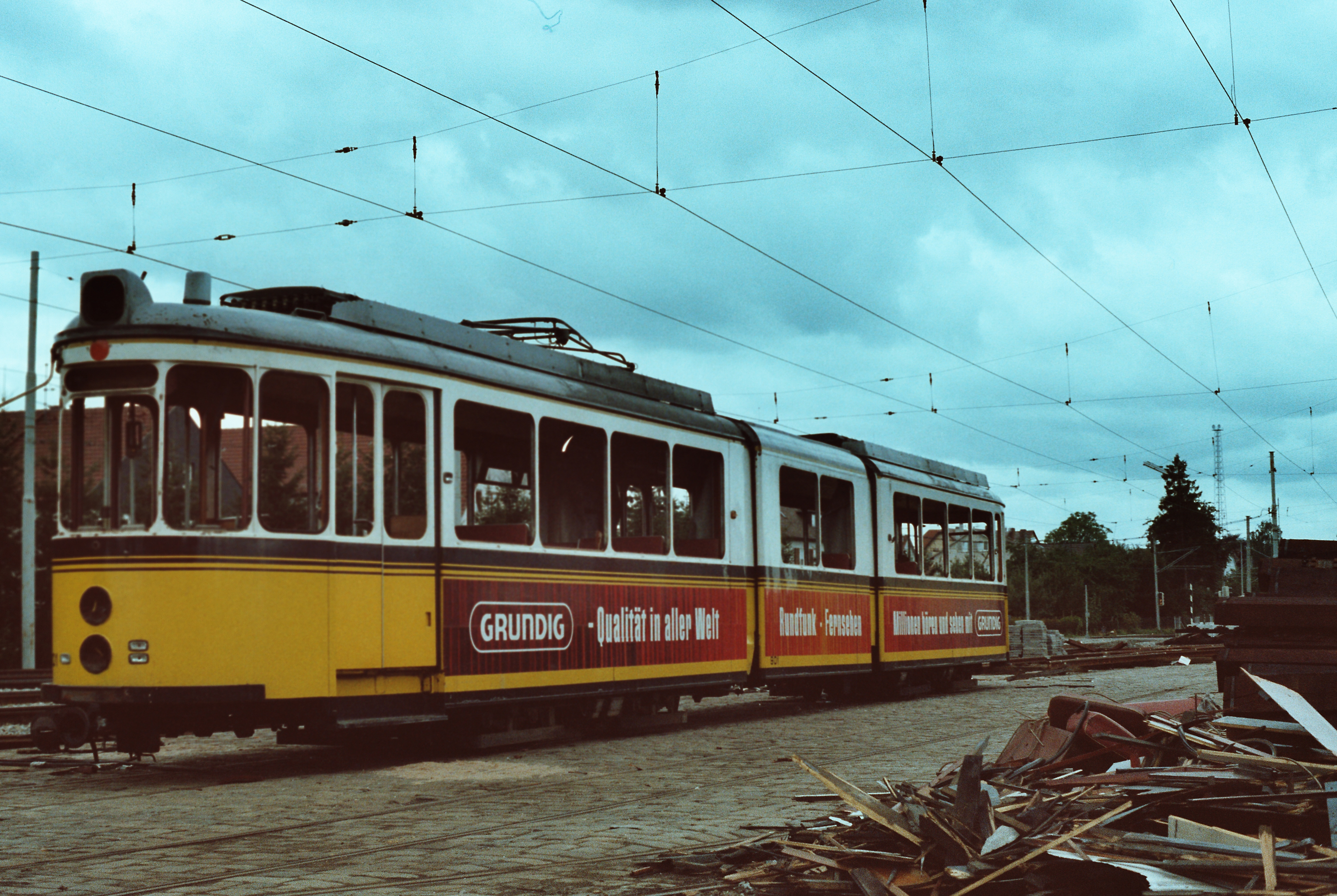
Tw 901 bei ihrer Verschrottung in Möhringen (1983)
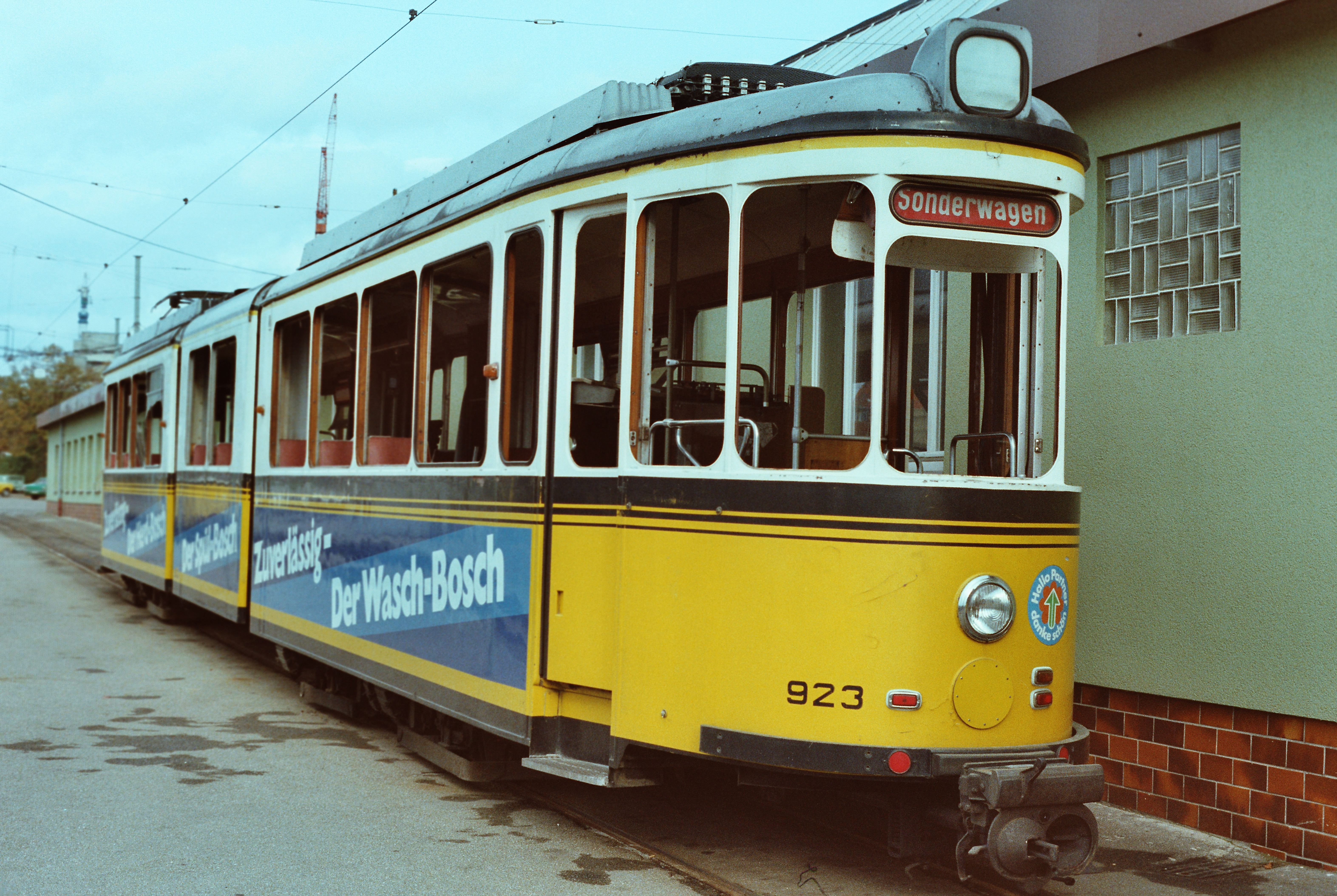
Blick auf ...
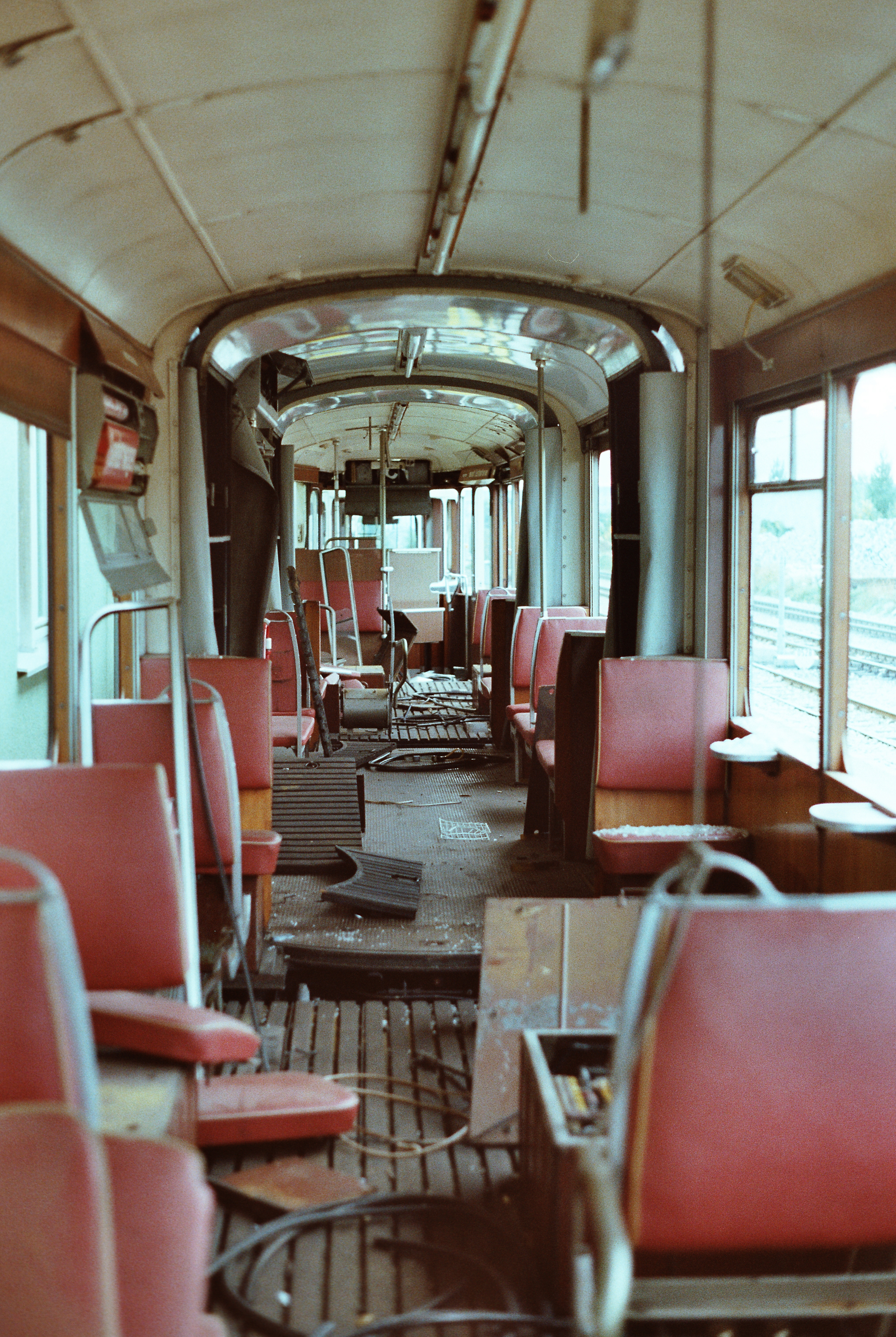
und in Tw 923 auf dem Schrottgleis am Betriebshof Degerloch (1983)